# Levetiracetam

Strukturformel.

Levetiracetam är den verksamma substansen i ett antiepilektikum som marknadsförs under namnet Keppra. Det finns nu även tillgängligt som generika. Levatiracetam togs fram av UCB. Indikationen är monoterapi vid partiella anfall hos vuxna och ungdomar från 16 år. Det kan även förskrivas som tilläggsbehandling vid primärt generaliserade tonisk-kloniska anfall hos vuxna och ungdomar från 12 år.
I en djurmodellstudie på möss från 2002 visade sig levetiracetam i ett minska sidoeffekterna vid abrupt avvänjning av bensodiazepinen klordiazepoxid på ett dosberoende sätt.